# Santiago Mozo Quispe
Santiago Mozo Quispe (Apurímac, 2 de mayo de 1951 - Ica, 27 de julio del 2020) fue un administrador, pastor evangélico y político peruano. Fue alcalde del distrito de Villa El Salvador desde el 1 de enero del 2011 hasta el 2 de septiembre del mismo año, fecha en la que dejó el cargo tras ser vacado por una condena suya por delito de defraudación tributaria.

## Biografía
Santiago Mozo nació el 2 de mayo de 1951 en el departamento de Apurímac en Perú.
Realizó sus estudios primarios en los colegios AV. Dansey y en Chacra Colorada, mientras que los secundarios los terminó en el colegio Elvira García y García. Su educación superior la hizo en la Universidad ESAN en la cual concluyó un diplomado en Gerencia en la Administración Pública.

### Alcalde de Villa El Salvador
Desde el año 2006 hasta el año 2008 militó en el partido político Siempre Unidos. En el año 2010 se inscribió en Perú Posible, partido político del expresidente Alejandro Toledo, y postuló a la alcaldía del distrito de Villa El Salvador la cual tuvo éxito y fue juramentado como alcalde para el periodo municipal 2011-2014. Sin embargo el 2 de septiembre del 2011, a meses de haber asumido el cargo, Santiago Mozo fue vacado por el consejo municipal de Villa el Salvador debido a una condena suya  por el delito de defraudación tributaria en contra del Estado impuesta por el Poder Judicial.
Tras su vacancia, Santiago Mozo fue reemplazado por su teniente alcalde, Guido Iñigo Peralta. Sin embargo Mozo mediante su abogado, Ernesto Blume, optaron por presentar recursos ante el Jurado Nacional de Elecciones, ente que oficializó su vacancia como alcalde.
Finalmente el 10 de diciembre del año 2014, el Poder Judicial y el Jurado Nacional de Elecciones ordenaron la restitución de Santiago Mozo como alcalde de Villa El Salvador, hecho que solo duró por 22 días debido al vencimiento de su mandato y asumido interinamente por Guido Iñigo Peralta, quien tras su vacancia se volvió su opositor.
Tras culminar brevemente su gestión, Santiago Mozo intentó reelegido como alcalde en las elecciones municipales del año 2014, siendo esta vez por Alianza para el Progreso, partido político de César Acuña. Su candidatura quedó en el segundo lugar tras el triunfo de Guido Iñigo Peralta como alcalde electo.

## Fallecimiento
El 27 de julio del 2020, Santiago Mozo Quispe falleció a los 69 años en la ciudad de Ica durante la pandemia de COVID-19 en el Perú.